# Jan Szklarek
Jan Szklarek ps. „Roja”, „Kotwicz”, „Lis”, „Florian Lewicki” (ur. 15 grudnia?/27 grudnia 1897 w Kijowie, zm. 18 lutego 1947 w Warszawie) – major kawalerii Wojska Polskiego, żołnierz ZWZ-AK, NOW i NZW, dowódca oddziału partyzanckiego, komendant Okręgu III Białostockiego NZW.

## Okres przedwojenny
Był synem Jana Szklarka, właściciela majątku ziemskiego i Heleny z domu Płońskiej. Uczęszczał do szkoły miejskiej i gimnazjum państwowego w Kijowie. W 1913 podjął studia na Wydziale Medycznym Uniwersytetu Kijowskiego. W maju 1915 musiał je przerwać, gdyż został powołany do armii rosyjskiej. Skierowano go do Szkoły Oficerów Kawalerii w Jelizawietgradzie, którą ukończył w październiku 1916. Walczył w szeregach 1 pułku kozackiego w rejonie Baranowicz.
W 1917 wstąpił do formowanego na Ukrainie I Korpusu Polskiego gen. Józefa Dowbora-Muśnickiego, w którym awansował do stopnia podporucznika. Po rozwiązaniu Korpusu przez Niemców został osadzony w obozie dla internowanych w Kownie, z którego zwolniono go w czerwcu 1918. W sierpniu tego roku wstąpił na ochotnika do 1 pułku Ułanów Krechowieckich. Brał udział w wojnie polsko-bolszewickiej 1919-1920. Walczył pod Lwowem, Zamościem, Łuckiem, Ostrogiem.
Pełnił służbę w 7 pułku strzelców konnych w Poznaniu. W 1926 został urlopowany z wojska z powodu odmowy udziału w zamachu majowym Józefa Piłsudskiego. Jednakże już w styczniu 1927 został przywrócony do czynnej służby wojskowej. Otrzymał przydział do Dowództwa Okręgu Korpusu Nr III w Grodnie jako kierownik placówki wywiadowczej na obszar Republiki Litewskiej. Od 1937 był kierownikiem transportu kolejowego DOK III.

## Okres wojny
Uczestniczył w wojnie obronnej 1939 r. jako dowódca kompanii karabinów maszynowych przeciwlotniczych typu B nr 37, zmobilizowanej przez 81 pułk strzelców grodzieńskich w Grodnie. Walczył w rejonie miejscowości Mosty, Grodno, Sejny, Suwałki. Został internowany wraz ze swoją kompanią na Łotwie. Po zajęciu tego państwa przez Sowietów przebywał w rejonie miejscowości Szawle.
W czerwcu 1941, po inwazji niemieckiej na ZSRR, zaangażował się w działalność konspiracyjną – początkowo w szeregach ZWZ-AK, a od kwietnia 1943 w Narodowej Organizacji Wojskowej. Został inspektorem Okręgu Białostockiego i komendantem szkoły podchorążych. W tym czasie otrzymał awans do stopnia majora. Jednocześnie już od września 1941 był dowódcą oddziału partyzanckiego działającego na Białostocczyźnie. Do najważniejszych jego akcji bojowych należało schwytanie w zasadzce 1 maja 1943 w majątku Poryte-Jabłoń koło Łomży ministra Rzeszy i generalnego gubernatora Ost Alfreda Rosenberga. Wymieniono go na 402 aresztowanych Polaków z więzień w Białymstoku, Grajewie, Łomży i Szczuczynie. Niemcy zobowiązali się także do nie podejmowania represji wobec miejscowej ludności. Ponadto oddział mjr. J. Szklarka m.in. w sierpniu 1943 rozbił obóz pracy w Knyszynie, uwalniając osadzonych tam Polaków, w czerwcu 1944 zwycięsko walczył z niemieckimi oddziałami pancernymi i 285 batalionem Waffen-SS, w lipcu i sierpniu tego roku podczas ofensywy sowieckiej prowadził liczne działania dywersyjne na tyłach frontu w Puszczy Augustowskiej i Knyszyńskiej.
W sierpniu 1944 wobec zagrożenia sowieckiego mjr J. Szklarek rozwiązał swój oddział. W lutym 1945 po przejściu frontu wznowił działalność zbrojną, tym razem skierowaną przeciw polskim komunistom. Z ważniejszych akcji można wymienić ataki na posterunki MO w Zawadach w marcu 1945 i Kobylinie pod koniec listopada tego roku. Jednocześnie od sierpnia pełnił funkcję komendanta Okręgu III Białostockiego NZW. Organizował na swoim obszarze Pogotowie Akcji Specjalnej.

## Okres powojenny, aresztowanie, stracenie
We wrześniu 1945 wydał rozkaz przeprowadzenia pacyfikacji terenów południowo-wschodnich powiatu bielskiego, którą przeprowadziła 3 Wileńska Brygada NZW Romualda Rajsa ps. „Bury”. Zostało spalonych kilka wsi i zamordowanych 79 polskich obywateli wyznania prawosławnego, co potwierdziły śledztwa z lat 40. oraz współcześnie śledztwo IPN.
28 marca 1946 został aresztowany przez UB. Wojskowy Sąd Rejonowy w Warszawie skazał go 10 grudnia tego roku na karę śmierci. Został stracony 18 lutego 1947 w więzieniu mokotowskim.

## Awanse, Ordery, Odznaczenia
- porucznik - ze starszeństwem z dniem 1 grudnia 1922 w korpusie oficerów jazdy
- rotmistrz - 22 lutego 1934 ze starszeństwem z dniem 1 stycznia 1934 i 10 lokatą w korpusie oficerów kawalerii
- odznaczony Krzyżem Walecznych